# Sárga bőröndhal
A sárga bőröndhal (Ostracion cubicus) a csontos halak (Osteichthyes) főosztályának sugarasúszójú halak (Actinopterygii) osztályába, ezen belül a gömbhalalakúak (Tetraodontiformes) rendjébe és a bőröndhalfélék (Ostraciidae) családjába tartozó faj.

## Előfordulása
A sárga bőröndhal elterjedési területe az Indiai-óceán, a Csendes-óceán és a Vörös-tenger; Kelet-Afrikától Hawaiig és a Tuamotu-szigetekig; elterjedésének határa, északon a Rjúkjú-szigetek, míg délen a Lord Howe-szigetcsoport. A Vörös-tenger-i állomány színezete kissé eltér a többi állományokétól; ezt az állományt Ostracion argus-nak is nevezik, és közelebbi rokonságot mutat a Japán déli részén élő Ostracion immaculatusszal. Az Atlanti-óceán délkeleti részén is megtalálható, Dél-Afrika déli partjainál.

## Megjelenése
Ez a halfaj legfeljebb 45 centiméter hosszú. A fiatal élénk színű, fekete pettyekkel. Növekedése során a fekete pettyek megritkulnak, és az élénk sárga, piszkos mustársárgává válik. A kifejlett példány kékes-sárgás.

## Életmódja
A sárga bőröndhal tengeri halfaj, amely a korallzátonyokat kedveli. 1–280 méteres mélységben él, de általában, csak 1–50 méteres mélységben tartózkodik. Fenéklakó, amely algával, rákokkal, férgekkel, szivacsokkal és kishalakkal táplálkozik. A fiatalok az Acropora korallfajok védelmét keresik. A sárga bőröndhal, élete első napjait a nyílt tengeren tölti.

## Felhasználása
Ezt a halat, csak kismértékben halásszák, főleg akváriumoknak.

## Képek

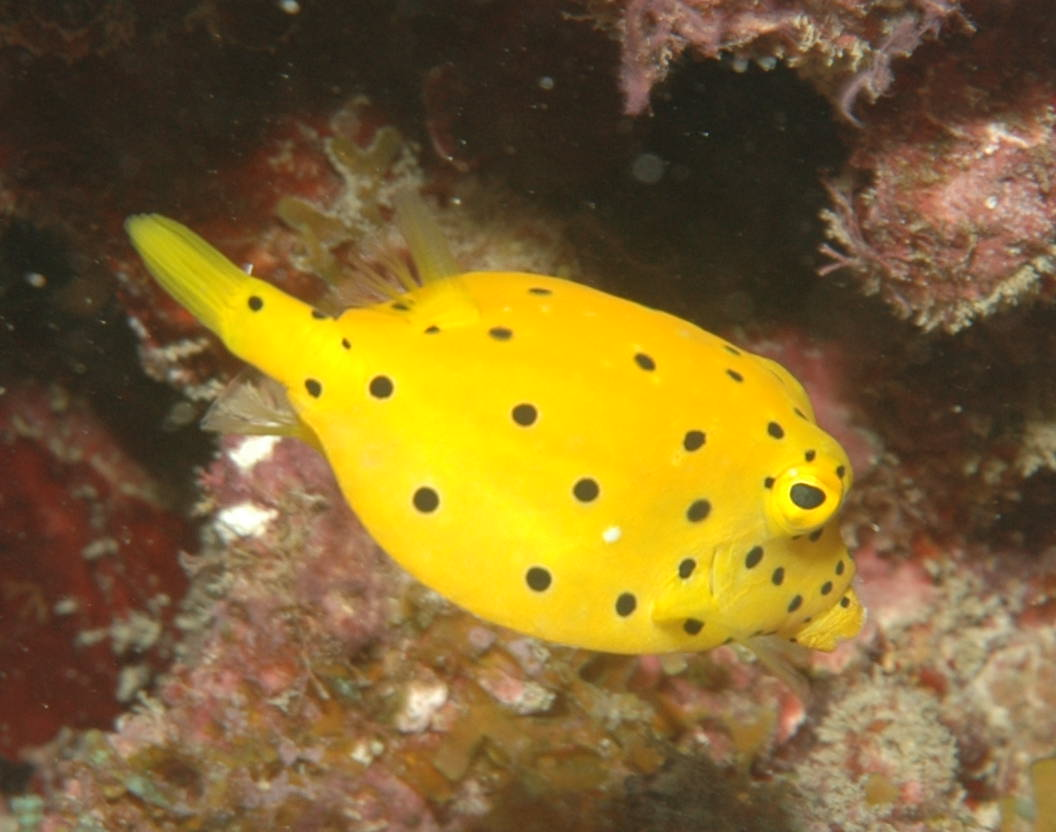
Két fiatal
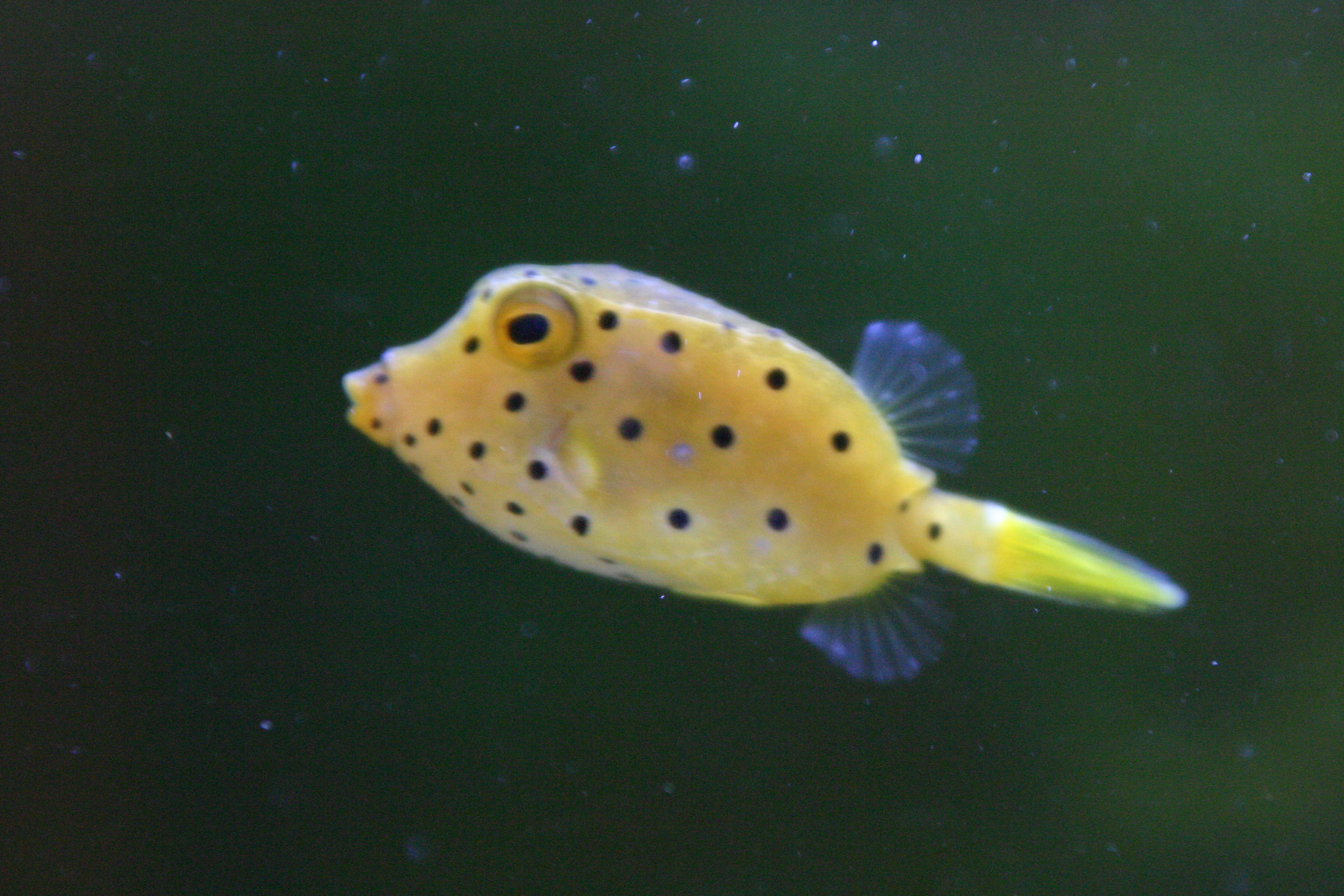
példány
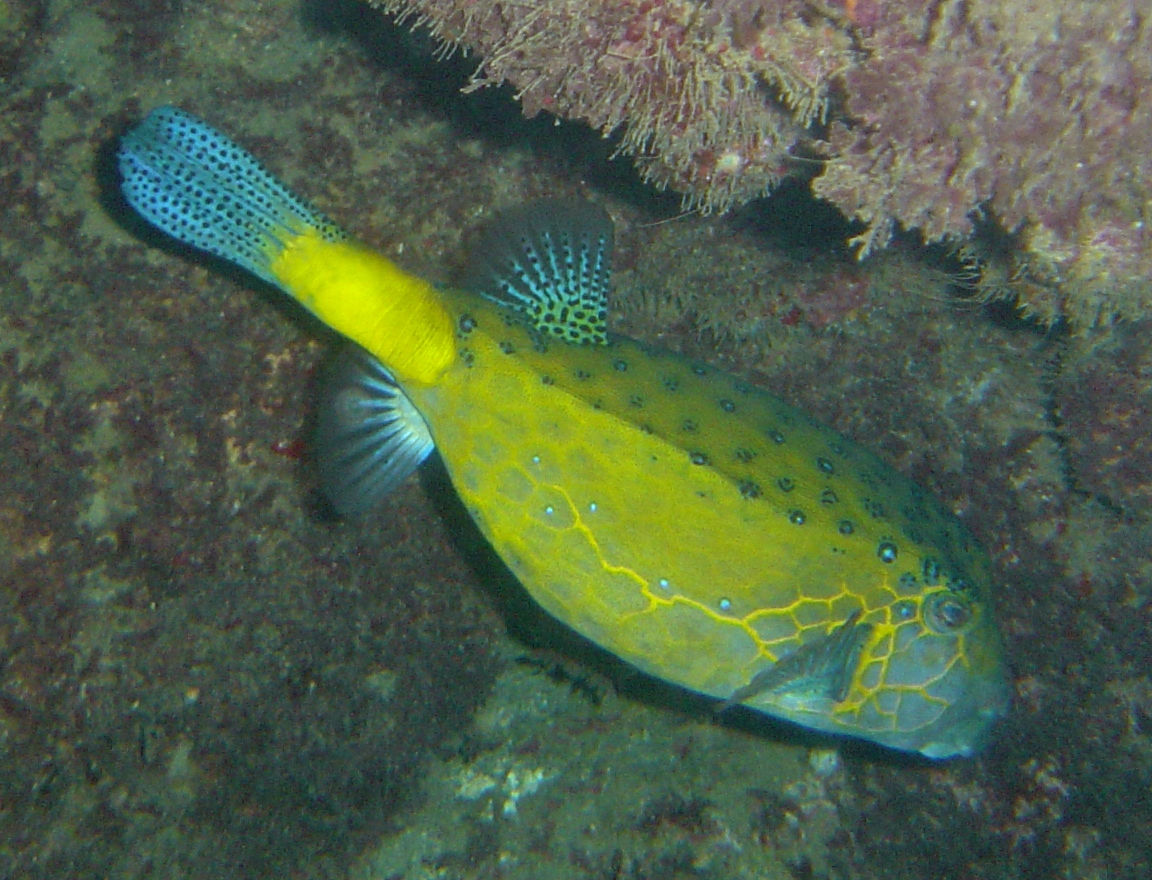
Felnőtt hal Guam vízében
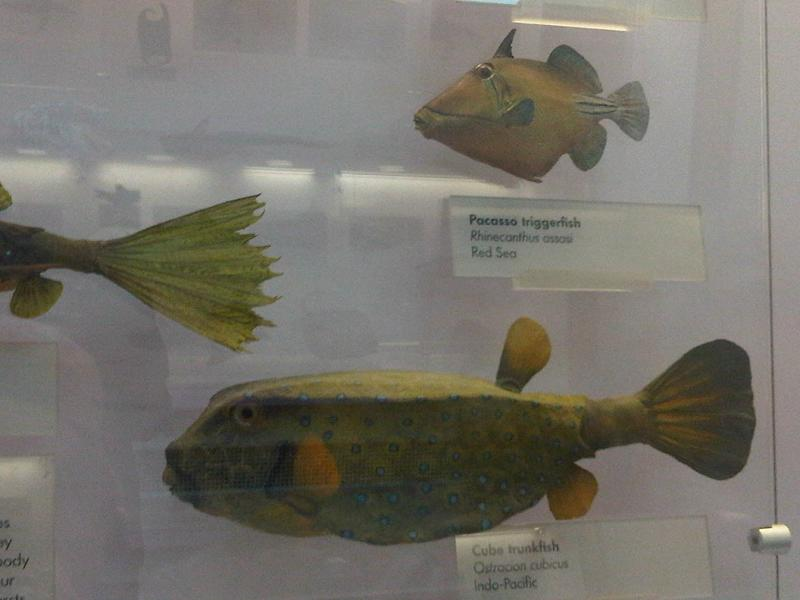
Az alsó hal a sárga bőröndhal